# Eupithecia niveivena
Eupithecia niveivena là một loài bướm đêm trong họ Geometridae.